# Вестерлопп, Марк
Марк Вестерлопп (фр. Marc Westerloppe; род. 14 июня 1960, Аррас) — французский футболист и тренер.

## Биография
Марк Вестерлопп родился 14 июня 1960 года. В 1980 году начал профессиональную карьеру футболиста, в том году он провёл свои первые игры за клуб «Ланс» в высшей лиге Франции. Ему не удалось закрепиться в этой команде на долгое время, уже в 1981 году он покинул «Ланс» и перешёл в «Нё-ле-Мин», который на тот момент выступал в Дивизионе 2. В дальнейшем Вестерлопп не смог вновь сыграть в первой лиге, он выступал только за команды из второй и третьей лиги. В их число входили «Абвиль», «Амьен», «Гренобль» и «Кретей». Свой последний сезон в качестве футболиста провёл в «Кретее», после чего в 1989 году завершил карьеру.
После окончания игровой карьеры Марк Вестерлопп стал футбольным тренером, и первой его профессиональной командой, которую он возглавил в качестве тренера, стал «Ле-Ман». Вестерлопп руководил этой командой с сезона 1997/98 года по сезон 2000/01 года, в начале которого он был уволен, сменил его на этой должности Тьерри Гуде. Вестерлопп стал инициатором перехода в «Ле-Ман» нападающего Дидье Дрогба, он стал первым тренером этого футболиста на профессиональном уровне. Дрогба позднее стал одним из самых дорогих африканских игроков и выиграл множество трофеев. После увольнения из «Ле-Мана» Вестерлопп в течение одного сезона был главным тренером «Гренобля», но позже вернулся обратно в «Ле-Ман», однако уже в качестве тренера одного из молодёжных составов.